# La Sangsue (nouvelle de Robert Sheckley)
Ne doit pas être confondu avec La Sangsue (nouvelle de Robert Silverberg).
La Sangsue (titre original : The Leech) est une nouvelle de science-fiction de Robert Sheckley. Il ne faut pas confondre cette nouvelle avec une autre portant le même titre, La Sangsue écrite par Robert Silverberg.

## Parutions

### Parutions aux États-Unis
La nouvelle est initialement parue sous le titre The Leech dans Galaxy Science Fiction no 25, en décembre 1952 sous le pseudonyme Phillips Barbee. 

### Parutions en France
La nouvelle est parue en France pour la première fois en 1974 dans l'anthologie Histoires d'extraterrestres (rééditions en 1976, 1978, 1984  et 1986 ) avec une traduction de Frank Straschitz.
Puis elle a été publiée en septembre 1991 dans le recueil D'Étranges visiteurs - Histoires de science-fiction, éd. L'École des loisirs (rééditions en 1996, 1998 et 2000).

### Parutions dans d'autres pays occidentaux
La nouvelle a été publiée en Italie, en Allemagne et aux Pays-Bas, avant même la première parution en France, sous les titres suivants  :
- Titres italiens
  - Il Vampiro degli spazi (1954)
  - La Sanguisuga (1959)

- Titre néerlandais
  - De Stenen Bloedzuiger (1957)

- Titre allemand
  - Der Nimmersatt (1959)

## Extrait d'une préface
Dans le recueil Histoires d'extraterrestres, chaque nouvelle est précédée d'une courte préface introductive. Celle concernant la nouvelle indique notamment que :
« Depuis les Martiens imaginés par Wells dans La Guerre des mondes, l'évocation d'extraterrestres envahisseurs et guerriers est devenue familière. Mais certains de ces Étrangers peuvent devenir redoutables pour l'homme sans manifester la moindre hostilité fondamentale. La simple indifférence comporte des menaces terribles, selon la nature et le pouvoir de l'être qui reste indifférent. Est-il seulement question d'entrer en contact avec un extraterrestre comme celui du récit qui suit ? La notion de vie, telle que nous la concevons, ne semble guère avoir ici de sens. La notion de mort non plus, d'ailleurs… »

## Résumé
La nouvelle débute ainsi :
« La sangsue attendait d'être nourrie. Depuis des millénaires, elle dérivait dans l'immensité vide de l'espace, sans être consciente des siècles sans nombre qui passaient. »
Mais la sangsue finit par arriver aux parages du système solaire sous la forme d'une spore, après avoir voyagé pendant des centaines d'années à travers l'espace et avoir ainsi perdu toute sa masse et son énergie. À présent elle pouvait se nourrir, de matière et d'énergie qu'elle convertissait aussitôt en matière. 
Se posant sur la Terre, elle commence à absorber le sol sur lequel elle repose, puis la bêche du jardinier qui essaie de s'en débarrasser. Ce faisant elle grossit. Puis elle engloutit une automobile ; ensuite une maison. Elle se nourrit de ces matériaux et grossit encore.
Quand les hommes commencent à vouloir la détruire, ils ne trouvent pas mieux que de la bombarder avec des armes de plus en plus puissantes, ce qui fait grand plaisir à la sangsue et lui permet de croître encore.
Les autorités scientifiques et militaires se réunissent alors pour tenter de résoudre ce problème…
On décide de « l'appâter » en bourrant un vaisseau spatial d'explosifs nucléaires et de matières radioactives. « Sentant » cette bonne nourriture avec ses capteurs sensoriels, la sangsue prend son envol et suit le vaisseau.
Une fois le vaisseau spatial arrivé à plusieurs millions de kilomètres de la Terre, les militaires le font exploser : la déflagration est terrible, et la sangsue est, au sens propre du terme, pulvérisée. 
La nouvelle se termine ainsi :
« La sangsue s'était déjà notablement rétractée à cause de la dépense d'énergie lorsque l'explosion eut lieu. Il n'était pas question de pouvoir la contenir. Les cellules de la sangsue se maintinrent pendant une infime fraction de seconde, puis acceptèrent spontanément la surcharge. La sangsue fut écrasée, brisée, détruite. Elle s'éparpilla en des milliers de fragments, et chacun de ces fragments se divisa en des millions de particules. (...) Des milliards de poussières en quête de nourriture.  »